# Jean Henri Pierre Jonxis
Jean Henri Pierre Jonxis (* 26. Mai 1907 in Groningen; † 26. Juli 1995 in Haren) war ein niederländischer Pädiater und Hochschullehrer.

## Leben
Jean Henri Pierre Jonxis besuchte die Hogereburgerschool in Groningen, studierte ab 1926 Medizin an der Rijksuniversiteit Groningen und bestand 1933 das Medizinexamen. Er war anschließend Assistenzarzt in der Pädiatrie, promovierte am 3. Mai 1935 bei Frederik Jacobus Johannes Buytendijk in Groningen mit seiner Dissertation Over het voorkomen van meerdere hemoglobine-soorten bij kinderen und war 1938/1939 Rockefeller Fellow in der Hämoglobinforschung bei David Keilin in Cambridge. 1939 wurde Jonxis Leiter der Abteilung für Pädiatrie am Zuiderziekenhuis in Rotterdam, besetzte später dann am 13. Oktober 1951 mit seiner Antrittsrede Enige eigenaardigheden van het jonge kind den  Lehrstuhl für Pädiatrie an der Universität Groningen und wurde nach 26 Jahren Lehre in Groningen im Jahr 1977 emeritiert.
Jean Henri Pierre Jonxis wurde am 20. Mai 1960 in die Königlich Niederländische Akademie der Wissenschaften und 1966 als Mitglied der Sektion Pädiatrie in die Deutsche Akademie der Naturforscher Leopoldina aufgenommen. 1968 wurde er zum Ehrenmitglied der Deutschen Gesellschaft für Kinder- und Jugendmedizin e. V. gewählt.
Er wurde 1966 Ritter des Ordens vom Niederländischen Löwen.

## Schriften (Auswahl)
- Over het voorkomen van meerdere hemoglobinesoorten bij kinderen. Dissertation, Groningen 1935